# パーヴェル・シェレメト

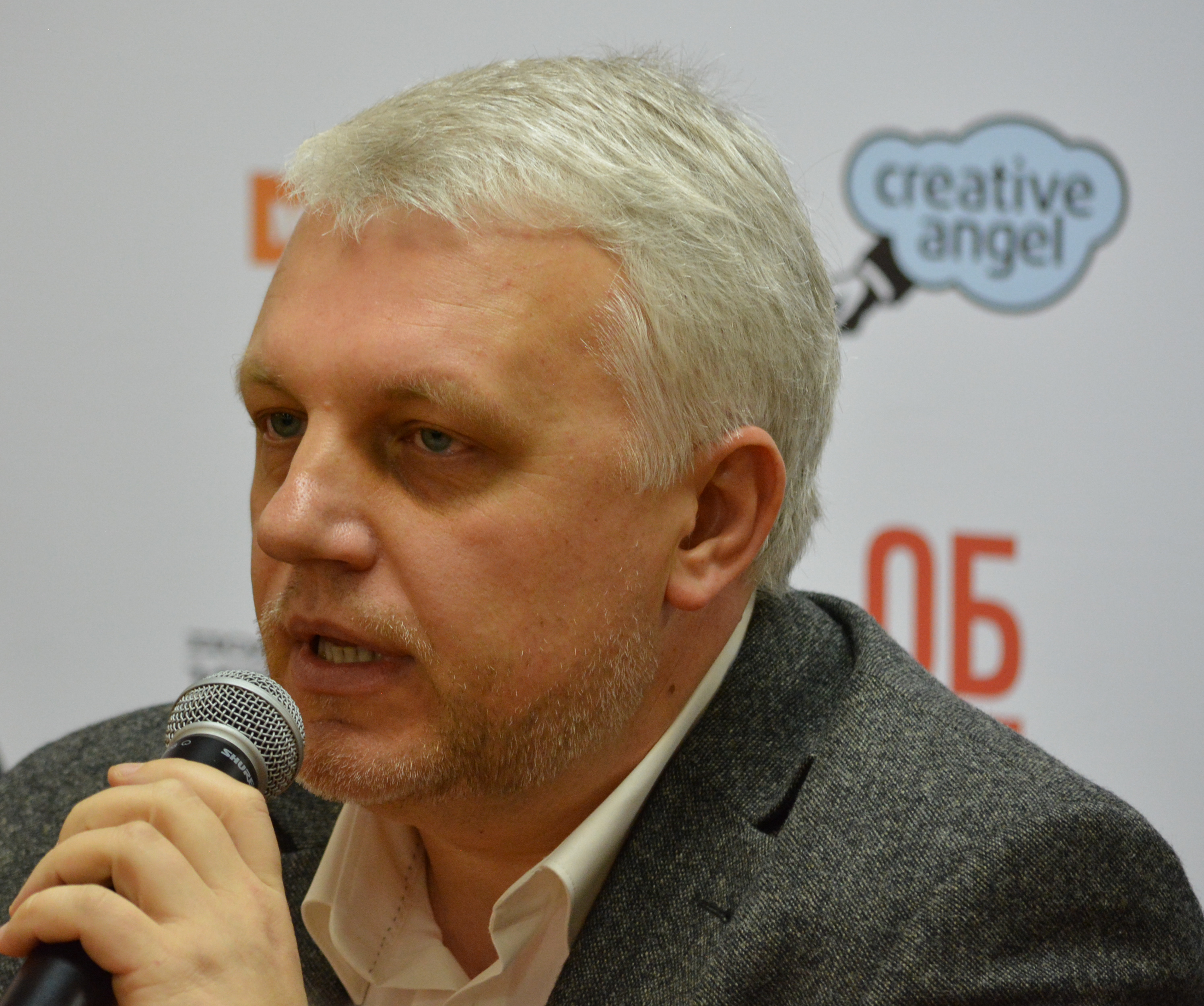
パーヴェル・シェレメト、2014年

パーヴェル・グリゴーリエヴィチ・シェレメト （ロシア語: Па́вел Григо́рьевич Шереме́т、1971年11月28日 - 2016年7月20日）は、ベラルーシ出身のジャーナリスト。
1990年代からアレクサンドル・ルカシェンコ政権に批判的な報道で知られた。のちロシアへ移住し、国営テレビ局「チャンネル1 (ロシア)」で10年ほど記者を務めた。次いで報道の自由を求めてウクライナの首都キエフへ居を移し、インターネット報道機関「ウクラインスカヤ・プラヴダ（ウクライナの真実）」およびFMラジオ放送局「ラジオ・ヴェスチ」で５年勤務した。
2016年7月20日午前８時前、自宅から職場に向かうため乗用車を運転し始めた直後に、車内に仕掛けられていた爆発物が作動し即死した。